# Grits Sandwiches for Breakfast
Grits Sandwiches for Breakfast – pierwszy album studyjny amerykańskiego wokalisty i muzyka Kid Rocka. Wydawnictwo ukazało się 30 listopada 1990 roku nakładem wytwórni muzycznej Jive Records.

## Lista utworów
Opracowano na podstawie materiału źródłowego.
| 1. „Yo-Da-Lin in the Valley” – 4:18[A] 2. „Genuine Article” – 4:42[B] 3. „Cramp Ya Style” – 4:19[C] 4. „New York’s Not My Home” – 4:27[D] 5. „Super Rhyme Maker” – 3:37[E] 6. „With a One-Two” – 3:38[F] 7. „Wax the Booty” – 5:20[G] |  | 1. „Pimp of the Nation” – 5:10[H] 2. „Abdul Jabar Cut” – 4:29[I] 3. „Step in Stride” – 3:24[J] 4. „The Upside” – 5:06[K] 5. „Style of X-Pression” – 4:20[L] 6. „Trippin’ Over a Rock” – 3:11[Ł] |

Notatki
- A^ Z wykorzystaniem sampli pochodzących z piosenek „Mary Mary” Run-D.M.C., „Lucille” B.B. Kinga oraz „Funk #49" Jamesa Ganga.
- B^ Z wykorzystaniem sampli pochodzących z piosenek „Free Your Mind” The Politicians, „Sing a Simple Song” Sly and the Family Stone oraz „Put Your Love (In My Tender Care)” The Fatback Band[4].
- C^ Z wykorzystaniem sampli pochodzących z piosenek „Cheap Sunglasses” ZZ Top, „Everything I Do Gonh Be Funky (From Now On)” Lee Dorseya oraz „Shaft in Africa” Johnny’ego Patea[5].
- D^ Z wykorzystaniem sampli pochodzących z piosenek „Hot ‘n’ Nasty” Humble Pie, „Flying High Again” Ozzy’ego Osbourne’a oraz „Different Strokes” Sly’a Johnsona[6].
- E^ Z wykorzystaniem sampli pochodzących z piosenek „Sucker M.C.'s” Run–D.M.C., „Hollis Crew” Run–D.M.C. oraz „Triple Threat” Z-3 MC’s[7].
- F^ Z wykorzystaniem sampli pochodzących z piosenki „China Grove” The Doobie Brothers[8].
- G^ Z wykorzystaniem sampli pochodzących z piosenek „Dukey Stick” George’a Duke’a, „Husband’s and Whores” LaWanda Page oraz „Dope Fiend Beat” Too Short[9].
- H^ Z wykorzystaniem sampli pochodzących z piosenki „One Nation Under a Groove” Funkadelic[10].
- I^ Z wykorzystaniem sampli pochodzących z piosenki „Sympathy for the Devil” The Rolling Stones.
- J^ Z wykorzystaniem sampli pochodzących z piosenki „The Times They Are a-Changin'” Boba Dylana.
- K^ Z wykorzystaniem sampli pochodzących z piosenek „Upside Down” Diany Ross, „Honky Tonk Women” The Rolling Stones, „Different Strokes” Sly Johnson oraz „Think (About It)” Lyn Collins[11].
- L^ Z wykorzystaniem sampli pochodzących z piosenek „Public Enemy No. 1" Public Enemy oraz „Love & Understanding” Kool & The Gang[12].
- Ł^ Z wykorzystaniem sampli pochodzących z piosenki „Get Up To Get Down” Brass Construction[13].